# Hypodryas coreanica
Hypodryas coreanica är en fjärilsart som beskrevs av Siuiti Murayama 1955. Hypodryas coreanica ingår i släktet Hypodryas och familjen praktfjärilar. Inga underarter finns listade i Catalogue of Life.